# Дятлов Олександр Іванович
Дятлов Олександр Іванович (28 квітня 1910 — 27 квітня 1948) — учасник німецько-радянської війни, Герой Радянського Союзу.

## Біографія
Народився в селі Лівенка нині Красногвардійського району Бєлгородської області.
В Червоній Армії з 1941 року.
Командир кулеметного відділення 93-го гвардійського стрілецького полку. Довгий час командував кулеметною обслугою, потім взводом, будучи в сержантському званні (гвардії старший сержант). Наприкінці війни призначений командиром кулеметної роти. 1945 року отримав звання старшого лейтенанта.
15 липня 1944 в бою за м. Опочка в числі перших подолав річку, гранатою знищив кулеметну обслугу противника. За цей бій був нагороджений медаллю Героя Радянського Союзу 24 березня 1945 року.
Звання отримав в один день з командиром батареї Іваном Третьяком (пізніше генералом армії), який присвятив у своїх мемуарах Олександру Дятлову главу. Третьяков згадує:
| Тактика дій кулеметних розрахунків була відпрацьована під керівництвом Дятлова, що став командиром підрозділу, досконально. Вогонь вони відкривали тільки з гранично близької дистанції. Підпускали ланцюги атакуючого супротивника до 100-80-70 метрів і з цієї відстані знищували напевно. Відступати вже було нікому. Оригінальний текст (рос.) Тактика действий пулеметных расчетов была отработана под руководством Дятлова, ставшего командиром подразделения, досконально. Огонь они открывали только с предельно близкой дистанции. Подпускали цепи атакующего противника до 100–80–70 метров и с этого расстояния уничтожали наверняка. Отступать уже было некому. |
У 1945 через поранення демобілізований. Повернувся на батьківщину.
Олександр Дятлов помер у квітні 1948 року, похований в Ялті на госпітальному кладовищі.

## Нагороди
Нагороджений орденом Леніна, Вітчизняної війни 2 ступеня, Червоної Зірки, Слави 3 ст., медалями.